# 소마 마사타네 (1661년)

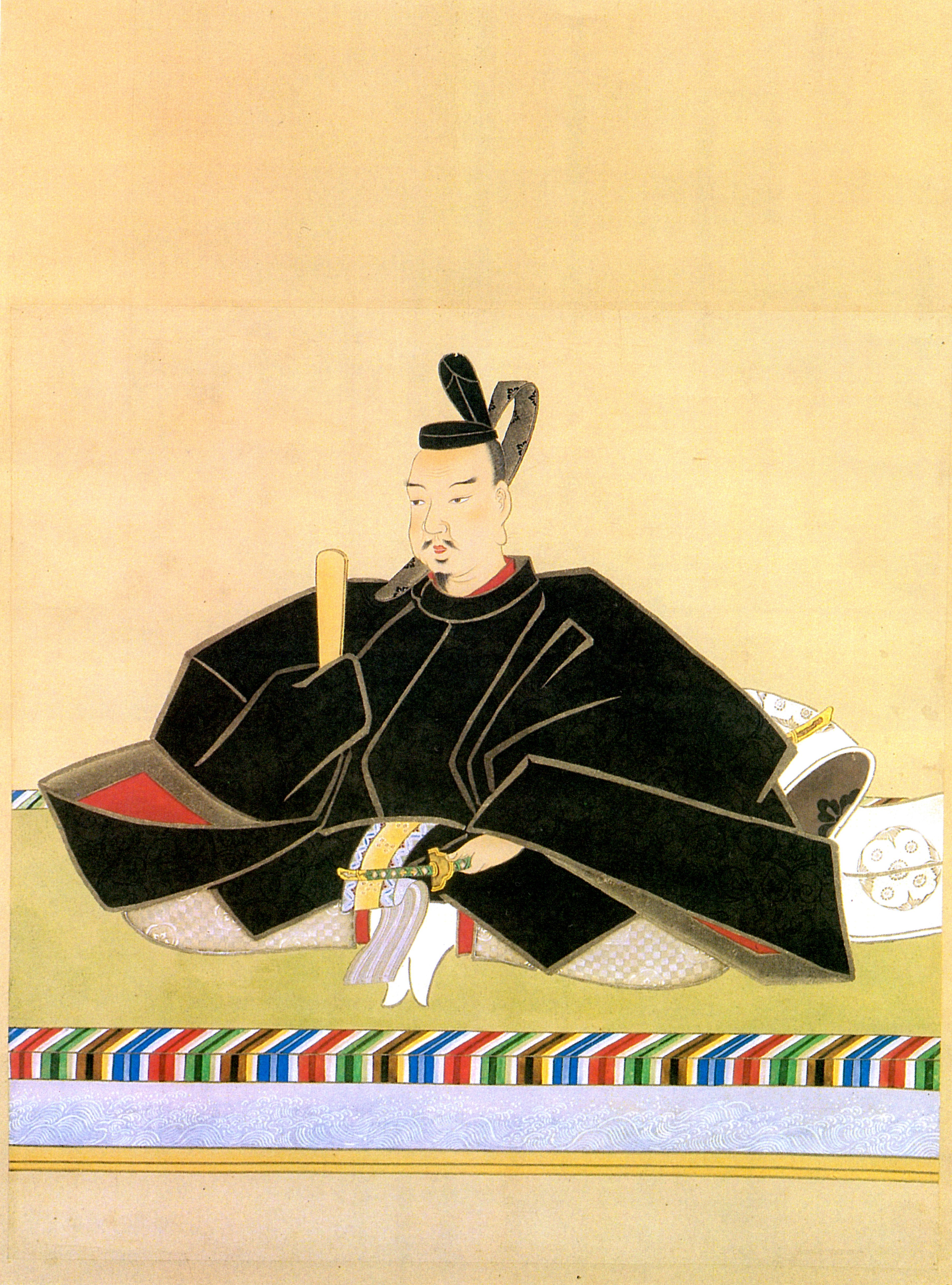
소마 마사타네

소마 마사타네(일본어: 相馬昌胤, 1661년 8월 1일 ~ 1728년 11월 7일)는 일본 에도 시대의 다이묘로, 소마 나카무라번의 5대 번주이다. 통칭 우네메(采女)로 불렸으며, 관위는 종5위하, 단조쇼히쓰(弾正少弼)이다.
3대 번주 소마 다다타네의 아들로 태어났으며, 어머니는 2대 번주 소마 요시타네의 딸이다. 1679년, 형 사다타네가 후사가 없이 죽자 양자가 되어 가문을 계승하였다. 같은해 음력 12월 26일, 쇼군 도쿠가와 이에쓰나를 알현하고, 이틀 뒤 종5위하, 단조쇼히쓰에 서임되었다. 1699년 음력 3월 2일, 쇼군의 부름을 받고 에도 성 오쿠즈메(奥詰)가 되었으며, 그해 음력 6월 4일에 소바주(側衆)로 전직되었다가, 음력 8월 21일에 사임하였다. 1701년 음력 2월 11일에 은거하고 양자인 노부타네에게 번주 자리를 물려주었다. 그 후 영내에 있는 이쿠요바시무라(幾世橋村)에 저택을 짓고 그곳에서 살다가, 1728년 음력 10월 6일 사망하였다.
정실은 누카다번 초대 번주 마쓰다이라 요리모토의 딸이며, 자식으로는 차남 소마 다카타네, 셋째 아들 소마 요시타네(相馬福胤)와 딸 둘(소마 노부타네의 정실, 이타쿠라 가쓰사토의 정실) 등이 있다.